# 上越市立潮陵中学校
上越市立潮陵中学校（じょうえつしりつ ちょうりょうちゅうがっこう）は、新潟県上越市にある公立中学校。

## 沿革
- 1990年4月 - 上越市立谷浜中学校と上越市立桑取中学校の統合として開校
- 1990年9月 - 現在地に移転

## 通学区域
谷浜小学校の通学区域

### 進学前小学校
- 上越市立谷浜小学校

### 校区内の施設
- たにはま公園
- 上越市立谷浜小学校

## 交通アクセス
- ETR日本海ひすいライン 有間川駅下車